# Артёмов, Павел Петрович
Павел Петрович Артёмов (1917, с. Бородино, Курская губерния — 26 марта 1944, Николаев) — советский военнослужащий, участник Великой Отечественной войны, Герой Советского Союза, автоматчик 384-го отдельного батальона морской пехоты Одесской Военно-морской базы Черноморского флота, младший сержант.

## Биография
Павел Петрович родился в 1917 году в селе Бородино (ныне — Курской области) в семье русского крестьянина. Получил начальное образование. До призыва в ряды вооружённых сил работал в колхозе.
В 1939 году был призван в ряды Красной Армии, служил в Военно-Морском Флоте. Участие в Великой Отечественной войне принимал с 1943 года.
В апреле 1943 года младший сержант Артёмов был зачислен в роту автоматчиков 384-й батальона морской пехоты Черноморского флота, и осенью того же года участвовал в десантных операциях по освобождению Ейска, освобождению Таганрога, Мариуполя и Осипенко. В сентябре 1943 года за отличное выполнение боевых заданий командования в боях за освобождение города Мариуполя был награждён орденом Славы 3-й степени.
Во второй половине марта 1944 года вошёл в состав десантной группы под командованием старшего лейтенанта Константина Фёдоровича Ольшанского. Задачей десанта было облегчение фронтального удара советских войск в ходе освобождения города Николаева, являвшегося частью Одесской операции. После высадки в морском порту Николаева отряд в течение двух суток отбил 18 атак противника, уничтожив около 700 гитлеровцев. П. П. Артёмов погиб в бою.
Указом Президиума Верховного Совета СССР от 20 апреля 1945 года за образцовое выполнение боевых заданий командования на фронте борьбы с немецкими захватчиками и проявленные при этом отвагу и геройство младшему сержанту Павлу Петровичу Артёмову было присвоено звание Героя Советского Союза (посмертно).

## Награды
- Золотая Звезда Героя Советского Союза;
- орден Ленина;
- орден Славы 3-й степени.

## Память
- Похоронен в братской могиле в городе Николаеве (Украина) в Сквере имени 68-ми Десантников.
- Там же в честь Героев открыт Народный музей боевой славы моряков-десантников, воздвигнут памятник.